# آنتوان ردین
آنتوان ردین (انگلیسی: Antoine Redin; ۴ سپتامبر ۱۹۳۴ – ۲۷ اوت ۲۰۱۲) بازیکن فوتبال سابق اهل فرانسه بود.
از باشگاه‌هایی که در آن بازی کرده‌است می‌توان به باشگاه فوتبال نانسی و باشگاه فوتبال تولوز اشاره کرد.